# Антоний (Иерофеич)
Архимандрит Антоний (в миру Андрей Иерофеич; 1674, Великие Луки — 19 апреля 1726) — архимандрит Русской православной церкви, наречённый епископом Рязанским и Муромским.

## Биография
Родился в 1674 года в Великих Луках в семье купца. «В школах не учился».
11 октября 1694 года постригся в монашество в Ниловой пустыни с именем Антоний.
7 октября 1696 года рукоположён в иеродиакона и перемещён в московский Спасский монастырь; затем назначен был ризничим Высокопетровского монастыря и «выезжим диаконом».
30 октября 1703 года Антоний определён игуменом Златоустовского монастыря и 15 августа 1705 года возведён в сан архимандрита.
В настоятельство архимандрита Антония велись активный работы по переустройству и украшению монастырских зданий. Алтарь Спасской церкви, который до того обветшал, что и служить в нём было нельзя, был в 1707 году разобран и сделан заново. В церкви был сделан новый иконостас. Соборная Златоустовская церковь покрыта железом на счёт адмирала Ф. М. Апраксина (1717): вход в паперть устроен новый и разделаны новые окна в церкви (1708). Из трёх гробовых покровов, пожертвованных в прежние годы князьями Пронскими, сделана (1716) одежда напрестольная: верхняя сторона из малинового бархата, передняя с двумя боковыми из зелёного, а задняя сторона из вишнёвого атласа. В Спасской церкви кровля обита железом и глава устроена железная; под кровлю подведён новый осьмерик, на что употреблены могильные камни (1720).
Монастырская каменная ограда проведена не только с передней стороны (1705), но и с левой, идя в монастырь, частично позади его (1711). По одну сторону Святых ворот сделана каменная палатка, лицом на монастырь, для отдачи жильцам, но другую больничные кельи (1714). Конюшенный двор, бывший у Святых ворот, отнесён назад.
В 1711 году разобрана Покровская церковь и поставлена над святыми вратами. На прежнем её месте, или неподалёку заложена, по желанно Ф. М. Апраксина, над гробами его родственников, церковь во имя Благовещения Пресвятой Богородицы. Храм этот освящён 1712 года митрополитом Рязанским Стефаном (Яворским). Ветхая колокольня разобрана до самых свай (1712), причём упразднена и церковь св. Феодора Стратилата. Новая колокольня воздвигнута в 1714 году и снабжена восемью большими и малыми колоколами. Под ней устроена палатка, в которой две лестницы, одна вела на колокольню, а другая в трапезную Спасскую церковь.
С 16 марта 1718 года Антоний состоял судьёю тиунской палаты, переименованной при нём в приказ церковных дел, и ведал дела церковного благочиния и раскольнические, имея при себе до 25 человек канцеляристов и двух помощников. В Москве и Казани Антоний предлагал для подписи духовный регламент и следил за его исполнением.
25 июня 1721 года за вызовом в Петербург на суд митрополита Игнатия Антонию вместе с другими поручено было заведование патриаршею областью и Крутицкою епархиею.
Известна противораскольническая деятельность Антония: в Москве на Спасском мосту он отбирал у продавцов старопечатные и харатейные книги, письменные листы и иконы, не дозволенные цензурой, но нарасхват покупаемые старообрядцами; открыл сильно развившийся в калужских монастырях и среди духовенства раскол; предлагал меры к искоренению его, увещевал, рассматривал и писал ответы на «проект способов познания и исследования раскольнической прелести».
Он же разбирал много дел о вступлении в брак русских с армянами, о крещении ими по армянскому закону детей и об уклонении православных жён в армянскую веру.
13 марта 1724 года дела церковного приказа были распределены между различными учреждениями, самый же приказ, по представлению Антония, 20 мая закрыт, и он назначен членом духовной дикастерии; ему же было поручено описание московских церквей и составление списков детей духовенства, подлежащих учению в школах.
Не раз он представлялся кандидатом на архиерейские кафедры, но только 26 августа 1725 года последовало назначение его на Рязанскую епископскую кафедру, 29 сентября было совершено и наречение во епископа, но после наречения Антоний заболел и, не дождавшись хиротонии, скончался.